# هانس همپل
هانس همپل (آلمانی: Hannes Hempel؛ زادهٔ ۶ اکتبر ۱۹۷۳) دوچرخه‌سوار اهل اتریش است. وی قهرمان مسابقات ملی دوچرخه‌سواری جاده اتریش در سال ۱۹۹۹ شده است.